# Stictonectes azruensis
Stictonectes azruensis là một loài bọ cánh cứng trong họ Bọ nước. Loài này được Théry miêu tả khoa học năm 1933.